# Pongcshon állomás (Szöul)
Pongcshon (Bongcheon) állomás a szöuli metró 2-es vonalának állomása; Szöul Kvanak-ku (Gwanak-gu) kerületében található, közel a Kvanakszan (Gwanaksan) hegyhez.

## Viszonylatok
| 2-es vonal                                          | 2-es vonal | 2-es vonal                                              |
| --------------------------------------------------- | ---------- | ------------------------------------------------------- |
| Szöuli Nemzeti Egyetem (külső oldal) Városháza felé | fő vonal   | Sillim (belső oldal) Cshungdzsongno (Chungjeongno) felé |